# 塔魯卡薩亞納山
13°44′51″S 70°41′50″W / 13.74750°S 70.69722°W
塔魯卡薩亞納山（Taruca Sayana），是秘魯的山峰，位於該國南部普諾大區的卡拉瓦亞省，屬於安第斯山脈的一部分，處於柳斯卡里蒂山和霍里平泰山東南面、柳斯卡里蒂山和克略薩利亞約克山西北面，海拔高度5,200米。